# Don Baizley
Donald "Don" Baizley, Q.C., född 15 maj 1942, död 27 juni 2013, var en kanadensisk jurist och NHLPA–certifierad spelaragent som ansågs vara en av de mäktigaste–, respektingivande– och inflytelserika i agentyrket inom den nordamerikanska ishockeyn och representerade bland annat stora spelare som Peter Forsberg, Joe Sakic, Jari Kurri, Teemu Selänne, Paul Kariya, Theoren Fleury, Anders Hedberg, Ulf "Lill-Pröjsarn" Nilsson, Saku Koivu och Teppo Numminen. Han ägnade mest tid åt att representera europeiska spelare, främst från de nordiska länderna och ansågs vara den som öppnade den nordamerikanska dörren till europeiska spelare när han övertygade det ursprungliga laget Winnipeg Jets i WHA att skriva kontrakt med Anders Hedberg, Ulf "Lill-Pröjsarn" Nilsson och Lars-Erik Sjöberg.
Han var involverad i att förhandla fram ett kollektivavtal mellan NHL och spelarfacket NHLPA när lockouten för säsong 2004–2005 föregick.
Den 27 juni 2013 avled Baizley i sviterna av icke rökningsrelaterad lungcancer.